# مورستان (خلخال)
مورستان یکی از روستاهای استان اردبیل است که در بخش مرکزی شهرستان خلخال واقع شده‌است.
«مورستان (Mūrestān) از آبادی های دهستان سنجبدشرقی دربخش مرکزی شهرستان خلخال است که در ۳۷ درجه و ۴۵ دقیقه و ۱۵ ثانیه عرض شمالی و ۴۸ درجه و ۳۵ دقیقه و ۱۷ ثانیه طول شرقی در منتهی‌الیه سمت شرق دهستان سنجبدشرقی در مجاورت استان گیلان قرار گرفته است و از سمت شرق و شمال به ارتفاعات جنگلی استان گیلان ، ازسمت جنوب غرب به کلستان علیا منتهی می شود.».
«مورستان از نظر توپوگرافیکی در منطقه ای کوهستانی در مجاورت جنگلهای طالش قرار گرفته است. راه ارتباطی آن به طول ۴۵ کیلومتر در سه راهی لنبر در کیلومتر ۱۲ خلخال–اردبیل از جاده اصلی جدا شده وبه سمت شمال شرق ادامه می یابد و با گذشتن از کنار روستاهای لنبر،کلستان سفلی،حاجی آباد وکلستان علیا به روستای مورستان منتهی می گردد. بخشی از طول راه در قسمت منتهی بهمورستان خاکی است. خاکی بودن بخشی از مسیر ارتباطی روستای مورستان باتوجه به کوهستانی و برفگیربودن منطقه مشکلات عمده ای را در ایاب و ذهاب اهالی مورستان به‌ویژه به هنگام بارندگی ایجاد می‌کند.».
«مورستان از محروم‌ترین و دورافتاده‌ترین آبادی‌های دهستان سنجبدشرقی است که دیر زمانی درمحدوده بخش سنجبد به مرکزیت گیوی قرار داشت. باتشکیل دهستان سنجبدشرقی به همراه روستاهای کرمانج نشین شمال خلخال از شهرستان جدیدالتاسیس کوثر منتزع شده در محدوده بخش مرکزی شهرستان خلخال قرارگرفت. تمام امکانات روستای مورستان در مدرسه ابتدایی، روشنایی برق وآب آشامیدنی بهداشتی خلاصه می شود.محدودیت امکانات چیزی از علاقه اهالی آبادی به آن نکاسته است و هنوز هم جمع زیادی از مردم مورستان با علاقه و اشتیاق تمام به کار و تلاش درآن مشغولند.».
«کار اصلی مردم روستا کشاورزی ، باغداری و دامداری است. در روستای مورستان باغات زیبایی وجود داردکه جلوه خاصی به این روستامی بخشد و همه ساله بویژه در فصول بهار وتابستان باعث رونق گردشگری در آن می شود. درسرشماری عمومی نفوس و مسکن سال ۱۳۸۵ تعداد ۴۷ خانوار با ۲۶۲ نفر جمعیت در روستای مورستان سکونت داشتند که ۱۲۸ نفر آن مرد و ۱۳۴ نفر زن بودند. مورستان درسرشماری سال ۱۳۹۰ دارای ۵۰ خانوار با ۱۹۸ نفر جمعیت بود. عملیات گازرسانی به روستای مورستان درسال ۱۳۹۴ به همراه دیگر روستاهای کرمانج نشین دهستان سنجبدشرقی آغاز شده و کار شبکه گذاری آن در حال حاضر در آبادی های مذکور ادامه دارد که باپایان یافتن آن اهالی روستای مورستان نیز به گاز طبیعی دسترسی خواهندیافت.».
«در روستای مورستان زیارتگاهی به نام امامزاده مورستان وجود دارد که هیچگونه اطلاعاتی در خصوص آن وجود ندارد.» .